# Istitutrice

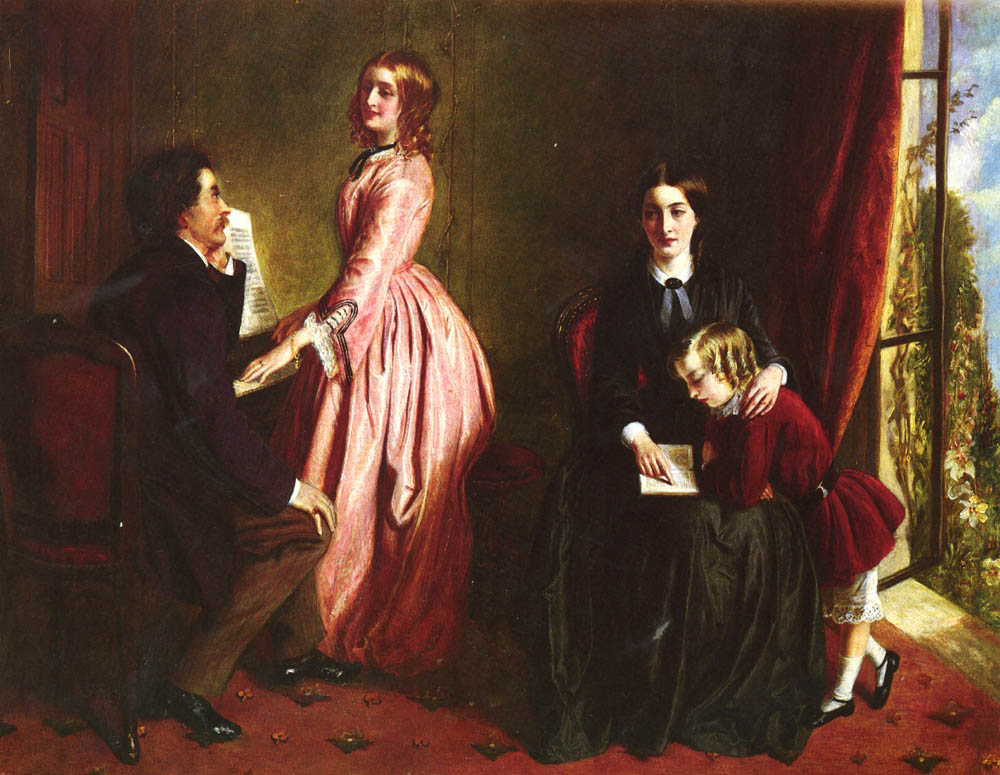
Nel dipinto di Rebecca Solomon del 1851 The Governess, la figura del titolo (seduta a destra, con la sua allieva) mostra l'abito modesto e il portamento appropriati al suo ruolo quasi invisibile nella casa vittoriana.

Istitutrice è un termine in gran parte obsoleto per indicare una donna impiegata come tutor privato, che insegna e addestra un bambino o più bambini nella loro casa. Un'istitutrice vive spesso nella stessa residenza dei bambini a cui sta insegnando. A differenza di una tata, il ruolo principale di un'istitutrice è insegnare, piuttosto che soddisfare i bisogni fisici dei bambini; quindi è solitamente responsabile dei bambini in età scolare.

## Storia
La posizione di istitutrice era comune nelle famiglie benestanti europee prima della prima guerra mondiale, soprattutto nelle campagne dove non esisteva una scuola adeguata nelle vicinanze. La preferenza dei genitori di educare i propri figli a casa, piuttosto che mandarli in collegio, variava nel tempo e nei paesi. Le istitutrici erano generalmente responsabili delle ragazze e dei ragazzi più piccoli. Quando un ragazzo era abbastanza grande, lasciava la sua istitutrice per un tutore o una scuola.
Le istitutrici sono più rare ai giorni nostri, tranne che all'interno di famiglie numerose e benestanti o famiglie reali come la famiglia reale saudita e in regioni remote come l'entroterra australiano. C'è stata una recente rinascita tra le famiglie di tutto il mondo nell'assumere istitutrici o tutor a tempo pieno. Le ragioni comprendono la sicurezza personale, i vantaggi di un'istruzione su misura e la flessibilità di viaggiare o vivere in più località.

## Ruolo
Tradizionalmente, le istitutrici insegnavano lettura, scrittura e aritmetica ai bambini piccoli. Insegnavano alle giovani donne, sotto la loro cura, anche quanto ci si aspettava dalle donne della classe media come la conoscenza del francese o di un'altra lingua, suonare il pianoforte o un altro strumento musicale, e spesso dipingere (di solito ad acquerello più signorile piuttosto che gli oli) o la poesia. Era anche possibile coinvolgere altri insegnanti (di solito uomini) con conoscenze e abilità specialistiche, come un maestro di disegno o un maestro di ballo.

### Nel Regno Unito
L'istitutrice occupava una posizione particolarmente imbarazzante nella casa vittoriana, perché non era né una serva né un membro della famiglia ospitante. Lavorava nella casa dell'alta borghesia della nobiltà terriera o dell'aristocrazia. Lei stessa aveva un retroterra e un'istruzione della classe media, ma era pagata per i suoi servizi. Come segno di questo limbo sociale, mangiava spesso da sola, lontano dal resto della famiglia e dalla servitù. Per definizione, una governante era una donna non sposata che viveva nella casa di qualcun altro, il che significava che era soggetta alle loro regole. In ogni caso, doveva mantenere una reputazione impeccabile evitando tutto ciò che potesse mettere in imbarazzo o offendere i suoi datori di lavoro. Se una determinata istitutrice era giovane e bella, la padrona di casa avrebbe potuto ben percepire una potenziale minaccia al suo matrimonio e imporre l'esclusione sociale della governante in modo più rigoroso. Come risultato di queste restrizioni, lo stile di vita della tipica istitutrice vittoriana era spesso di isolamento sociale e solitudine, senza possibilità di fare amicizia. Il fatto che la sua presenza in famiglia fosse corroborata da un contratto di lavoro sottolineava che non avrebbe mai potuto veramente far parte della famiglia ospitante.
Tuttavia, essere un'istitutrice era uno dei pochi modi legittimi con cui una donna della classe media non sposata poteva mantenersi nella società vittoriana. La maggior parte delle istitutrici erano donne le cui fortune erano drasticamente diminuite, forse a causa della morte del padre o di entrambi i genitori, o del fallimento dell'azienda di famiglia, e non avevano parenti disposti ad accoglierle. Non sorprende che la loro posizione fosse spesso descritta come una da compatire e l'unica via d'uscita era sposarsi. Era difficile per un'istitutrice trovare un marito adatto perché la maggior parte degli uomini idonei che incontrava erano i suoi superiori sociali, che preferivano una sposa all'interno della propria classe sociale, soprattutto perché queste donne avevano generalmente migliori risorse finanziarie.
Una volta che i ragazzi a lei affidati crescevano, doveva cercare una nuova posizione o, eccezionalmente, poteva essere trattenuta da una figlia adulta come compagna pagata.

### Le istitutrici britanniche al di fuori del Regno Unito
Un'opzione per le più avventurose era trovare un lavoro all'estero. C'è qualche allusione al fenomeno delle istitutrici impegnate all'estero in A galaxy of governesses di Bea Howe.
L'impero russo si rivelò un'opzione relativamente ben pagata per molte. Secondo Harvey Pitcher in When Miss Emmie was in Russia: English Governesses before, during and after the October Revolution (Quando Miss Emmie era in Russia: Istitutrici inglesi prima, durante e dopo la Rivoluzione d'ottobre) vi si recarono fino a migliaia di istitutrici di lingua inglese. Quando l'inglese divenne la lingua alla moda preferita dall'aristocrazia durante gli ultimi giorni del regime, chiaramente stavano sostituendo opportunità precedentemente più diffuse nel mondo di lingua francese. La stima dei numeri ("migliaia"), sebbene necessariamente vaga, è giustificata da una certa conoscenza dell'alloggio principale utilizzato dalle non ospitate presso le famiglie nelle quali lavoravano, St. Andrew's House a Mosca, e dai luoghi di culto che frequentavano preferenzialmente, ad esempio la chiesa associata alla Casa. Pitcher attinse ampiamente dagli archivi della Benevolent Institution delle istitutrici a Londra.

## Istitutrici notevoli

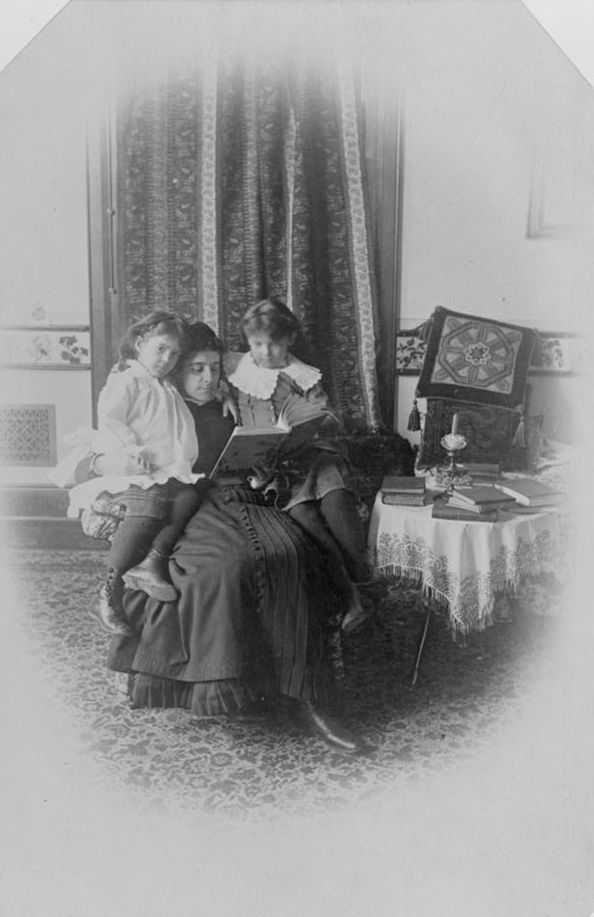
Le figlie di Alexander Graham Bell con la loro istitutrice, c. 1885.

- Katherine Swynford (c. 1350-1403), istitutrice dei figli di Giovanni Plantageneto, I duca di Lancaster, divenne la sua amante e madre dei suoi figli Beaufort; dopo qualche tempo, la coppia si sposò e alla fine i figli furono legittimati. Era una bis-bisnonna di Enrico VII d'Inghilterra tramite sua madre Lady Margaret Beaufort.
- Margaret Pole, contessa di Salisbury (1473-1541), istitutrice della futura regina Maria I d'Inghilterra. Erano anche cugine di terzo grado.
- Kat Ashley (circa 1502-1565), istitutrice della regina Elisabetta I d'Inghilterra.
- Madame de Maintenon (1635-1719), che divenne l'ultima amante di Luigi XIV di Francia, ottenne l'ingresso nella sua cerchia ristretta come istitutrice della sua progenie illegittima, i figli di Madame de Montespan.
- Jane Gardiner (1758-1840), fu istitutrice di mezza adolescenza delle figlie di Lady Martin, e dal 1780 dei figli di Lord Ilchester. Le succedette in questo secondo incarico Agnes Porter, le cui memorie furono ristampate nel 1998 come A Governess in the Age of Jane Austen.[8]
- Mary Wollstonecraft (1759-1797), autrice del primo classico femminista A Vindication of the Rights of Woman, lavorò come istitutrice nella famiglia anglo-irlandese di Kingsborough, dove influenzò notevolmente Margaret King.
- Maria Flaxman (1768–1833), artista, istitutrice dei figli di Georgiana Hare-Naylor e Francis Hare-Naylor mentre la famiglia viveva nel continente
- La baronessa Louise Lehzen (1784-1870) e Charlotte Percy, duchessa di Northumberland (1787-1866), istitutrici della futura regina Vittoria.
- Anna Brownell Jameson (1794-1860), che divenne una nota scrittrice britannica su una serie di argomenti, tra cui il primo femminismo.
- Anna Leonowens (1831-1915), istitutrice dell'harem di Mongkut (re di quella che oggi è la Thailandia). Le sue memorie vennero successivamente romanzate in Anna e il re del Siam, che a sua volta ispirò il dramma musicale Il re ed io.
- Edith Cavell (1865-1915) lavorò come istitutrice prima di addestrarsi come infermiera.
- Anne Sullivan (1866-1936), la cosiddetta Miracle Worker, che istruì la straordinaria ragazza sorda e cieca Helen Keller.
- Marie Curie (1867-1934), che lavorò come istitutrice in più famiglie per finanziare la sua istruzione, e divenne in seguito una delle donne più influenti nella storia della scienza.[9]
- Maria von Trapp (1905-1987), l'ispirazione della vita reale per The Sound of Music.
- Marion Crawford ("Crawfie") (1909-1988), istitutrice della regina Elisabetta II e della principessa Margaret.

## Fiction

### Romanzi
Diverse famose opere di narrativa, in particolare nel XIX secolo, si concentrarono sulle istitutrici.
- The Governess, o The Little Female Academy (1749) è una raccolta di racconti per bambini di Sarah Fielding.
- Il romanzo di Jane Austen, Emma (1815) si apre con l'eroina omonima che perde Miss Taylor, l'istitutrice che era diventata una compagna di famiglia, perché sposa il signor Weston. Più tardi, Jane Fairfax sente la minaccia di essere costretta a diventare un'istitutrice se il suo attaccamento nascosto a Frank Churchill si riduce a nulla.
- Mary Martha Sherwood scrisse The Governess, o The Little Female Academy nel 1820.
- Jane Eyre, la protagonista dell'omonimo romanzo di Charlotte Brontë (1847), fungeva da istitutrice del rione del suo futuro marito, Edward Fairfax Rochester.
- Agnes Gray di Anne Brontë lo stesso anno ritraeva una visione più realistica di com'era la vita di una istitutrice.
- Becky Sharp, il personaggio principale nel romanzo di William Makepeace Thackeray Vanity Fair (1847–48), era impiegata come istitutrice.
- Madame de la Rougierre era la malvagia e mentalmente squilibrata istitutrice francese dell'erede orfana Maud Ruthyn nel romanzo gotico di Joseph Sheridan Le Fanu Uncle Silas (1864).
- Stiva, il fratello dell'omonima eroina in Anna Karenina (1878), ebbe una relazione con l'istitutrice dei suoi figli.
- La più famosa istitutrice di Henry James è la protagonista ipersensibile e forse isterica in Il giro di vite (1898).
- Due delle storie di Sherlock Holmes raccontano le storie di istitutrici: Violet Hunter, ne "L'avventura dei faggi di rame", e Violet Smith, ne "L'avventura del ciclista solitario". Inoltre, Mary Morstan, la moglie del dottor John Watson, era un'istitutrice.
- Dante è la governante di Stephen Dedalus e dei suoi fratelli in A Portrait of the Artist as a Young Man (1916) di James Joyce.
- Nel romanzo di Winifred Watson, Miss Pettigrew Lives for a Day (1938), il personaggio del titolo è un'istitutrice per tutta la vita che trova inaspettatamente un altro lavoro.
- La serie Discworld di Terry Pratchett presenta un'istitutrice di nome Susan Sto Helit.
- Il romanzo per bambini di Eva Ibbotson Journey to the River Sea (2001) presenta Arabella Minton come istitutrice del personaggio principale.
- La narrativa storica di Michel Faber The Crimson Petal and the White (2002) presenta una donna intelligente, Sugar, che passa improbabilmente dalla prostituzione alla figura di un'istitutrice
- Nella Trilogia Gemma Doyle di Libba Bray (2003-2007), l'amica orfana del personaggio del titolo viene educata a diventare un'istitutrice.
- Il romanzo di suspense gotica di Diane Setterfield The Thirteenth Tale (2006) sviluppa parallelismi con Jane Eyre, incluso il ruolo dell'istitutrice.
- Nello scritto di Jeanne-Marie Leprince de Beaumont Containing Dialogues between a Governess and Multiple Young Ladies of Quality Her Scholars, pubblicato su The Young Misses Magazine, scrive dei colloqui educati tra la signora Bonne e la sua classe.[11]

### Al cinema
- The Governess è un film drammatico britannico del 1998 scritto e diretto da Sandra Goldbacher.
- Maggie Evans/Victoria Winters viene assunta per essere l'istitutrice di David Collins nel film del 2012 Dark Shadows.
- Miss Mary (1986) vede Julie Christie nei panni dell'omonima istitutrice inglese nell'Argentina pre-Peron.

### In televisione
- La soap opera Dark Shadows presenta il personaggio Victoria Winters come l'istitutrice di David Collins.
- In Star Trek: Voyager, il capitano Kathryn Janeway trascorre il tempo ricreativo interpretando il ruolo di un'istitutrice, Lucille Davenport, sul ponte ologrammi.
- Clara Oswin Oswald nello speciale natalizio di Doctor Who del 2012 I pupazzi di neve